# Almadén
Almadén là một đô thị thuộc Ciudad Real, Castile-La Mancha, Tây Ban Nha.